# CA 플라텐세
CA 플라텐세(Club Atlético Platense)는 아르헨티나 부에노스아이레스를 연고로 하는 축구 클럽이다. 이 팀은 1905년 5월 25일에 창단되었다. 현재는 아르헨티나 프리메라 디비시온에 참가하고 있다.

## 선수 명단

### 현역
참고: FIFA 자격 규정에 따라 소속된 국가대표팀 국기를 표시합니다. 선수는 복수의 FIFA 비회원국 국적을 가지고 있을 수 있습니다.
| 번호 | 포지션 | 국적     | 이름                    |
| ---- | ------ | -------- | ----------------------- |
| 4    | DF     | 우루과이 | 에드가 엘리살데         |
| 9    | FW     |          | 막시밀리아노 로드리게스 |
| 30   | FW     | 시리아   | 토비아스 세르베라       |

| 번호 | 포지션 | 국적 | 이름 |
| ---- | ------ | ---- | ---- |

## 역대 감독
| 감독            | 임기 |
| --------------- | ---- |
| 마르틴 팔레르모 | 2023 |

틀:CA 플라텐세 선수 명단